# Dušan Uhrin junior
Dušan Uhrin junior, född 11 oktober 1967 i Prag, är en tjeckisk tidigare fotbollsspelare och numera fotbollstränare. Uhrin är son till Dušan Uhrin, som bland annat tidigare tränat AIK i Sverige.
Uhrin tillbringade hela sin aktiva karriär som fotbollsspelare i Tjeckien då han spelade i Meteor Praha, Montáže Praha, FC Jílové samt RH Strašnice innan han lade av år 1992. Tio år senare inledde han sin karriär som tränare då han tog över Bohemians 1905. Därefter har han tränat bland annat FK Mladá Boleslav, CFR Cluj och AEL Limassol. I juni år 2012 skrev han på ett kontrakt för den tidigare storklubben FK Dinamo Tbilisi från Georgiens huvudstad Tbilisi. Hans kontrakt gällde över två år.

## Statistik

### Som tränare
| Klubb                 | Nat      | Från             | Till              | Resultat | Resultat | Resultat | Resultat | Resultat | Resultat | Resultat |
| Klubb                 | Nat      | Från             | Till              | M        | V        | O        | F        | GM       | IM       | Vinst %  |
| --------------------- | -------- | ---------------- | ----------------- | -------- | -------- | -------- | -------- | -------- | -------- | -------- |
| Bohemians Prague      | Tjeckien | 25 juni 2002     | 18 oktober 2004   | 66       | 16       | 18       | 32       | 76       | 58       | 24,24    |
| Mladá Boleslav        | Tjeckien | 19 oktober 2004  | 28 maj 2007       | 81       | 38       | 24       | 19       | 124      | 98       | 46,91    |
| Politehnica Timişoara | Rumänien | 11 juni 2007     | 2 december 2008   | 41       | 21       | 11       | 9        | 66       | 46       | 51,22    |
| CFR Cluj              | Rumänien | 1 mars 2009      | 7 april 2009      | 6        | 4        | 1        | 1        | 7        | 4        | 66,67    |
| Mladá Boleslav        | Tjeckien | 1 juli 2009      | 26 december 2009  | 16       | 7        | 4        | 5        | 28       | 23       | 43,75    |
| AEL Limassol          | Cypern   | 1 januari 2010   | 21 september 2010 | 20       | 11       | 4        | 5        | 36       | 25       | 55,00    |
| Politehnica Timişoara | Rumänien | 13 december 2010 | 27 juli 2011      | 16       | 9        | 5        | 2        | 33       | 17       | 56,25    |
| Dinamo Tbilisi        | Georgien | 1 juni 2012      | 6 december 2013   | 53       | 37       | 10       | 6        | 135      | 48       | 69,81    |
| Viktoria Plzeň        | Tjeckien | 17 december 2013 | 11 augusti 2014   | 30       | 15       | 9        | 6        | 54       | 32       | 50,00    |
| Dinamo Minsk          | Belarus  | 21 december 2014 | 30 april 2015     | 7        | 1        | 3        | 3        | 6        | 9        | 14,29    |
| Slavia Prag           | Tjeckien | 16 maj 2015      | 29 augusti 2016   | 42       | 17       | 14       | 11       | 68       | 46       | 40,48    |
| Total                 | Total    | Total            | Total             | 378      | 176      | 103      | 99       | 633      | 408      | 46,56    |